# San Carlo alle Mortelle (Nápoly)
A San Carlo alle Mortelle templom Nápolyban.

## Története
Nevét a címerében található mirtusz után kapta. A templom 1743-ban épült Enrico Pini tervei alapján a barnabita szerzetesek számára.
Neve arra utal, hogy helyén egykoron egy mirtusz-liget állt. A templomot 1616-ban kezdték el építeni a barnabita Giovanni Ambrogio Mazenta tervei alapján, a milánói San Alessandro in Zebedia mintájára. Az építkezés vezetését később átvette a nápolyi Giovanni Cola di Franco, a Santa Maria la Nova-templom építője. 1621 után Bartolomeo Picchiatti vette át vezetést és a munkálatok lelassultak. 1628-ra csak a sekrestye és a kórus készült el. 1632 és 1650 között épült meg a hozzá tartozó melléképület. Az 1656-os pestisjárvány után Francesco Antonio Picchiatti vette át a munkálatok irányítását. 1688-ban egy földrengés súlyos megrongálta, emiatt a sekrestyét újjá kellett építeni. A 18. század harmincas éveiben láttak hozzá a homlokzat építéséhez. Első szintje 1743-ra készült el. Giuseppe Scarolla stukkózása és Domenico Catuogno szobrász készítette. A második szint a század második felében készült el Luca Vecchione tervei szerint. Ugyanebben az időben sikerült befejezni az építkezéseket. 2009. szeptember 23-án a templom előtt egy szakadék képződött a beomlott tufarétegek miatt, ami a templom padlózatának részleges beomlását is okozta. Napjainkban restaurálás alatt áll.
A homlokzatát virágmotívumok díszítik. A templom háromhajós, latin kereszt alaprajzú, három oldalkápolnával. Belsejében található Borromei Szent Károly szobra.